# 友井川拓
友井川 拓（ともいがわ ひらく、1984年11月25日 - ）は、日本の元ラグビー選手。

## プロフィール
- 神奈川県出身。
- ポジションは右ウィング、スクラムハーフ。
- 身長 168cm、体重 70kg
- ニックネームは『ともちん』

## 来歴
幼稚園の年長からラグビーを始め、小中学校ではサッカーと並行して続けていたが法政第二高校へと入学したのをきっかけにラグビーへと専念する。大学は法政大学へと進学し、4年生ではキャプテンをつとめた。現在はNTTコミュニケーションズシャイニングアークス所属。7人制日本代表に選ばれている。2011年から主将に就任。
2012年3月25日に行われた東日本大震災復興支援慈善試合で3トライを挙げて最優秀選手に選ばれた。
2019年、現役を引退した。同年、NTTコミュニケーションズシャイニングアークスのアシスタントコーチに就任。
2020年、NTTコミュニケーションズシャイニングアークスのBKコーチに配置転換。